# Szokująca panna Pilgrim
Szokująca panna Pilgrim (ang. The Shocking Miss Pilgrim) – amerykański film z 1947 roku w reżyserii Edmunda Gouldinga i George'a Seatona. Pierwszy film z udziałem Marilyn Monroe. Zagrała tam samym głosem epizodyczną rolę telefonistki i nie została wymieniona w czołówce

## Obsada
- Betty Grable jako Cynthia Pilgrim
- Dick Haymes jako John Pritchard
- Anne Revere jako Alice Pritchard
- Gene Lockhart jako pan Saxon
- Elizabeth Patterson jako Catherine Dennison
- Allyn Joslyn jako Leander Woolsey
- Arthur Shields jako Michael Michael
- Charles Kemper jako Herbert Jothan
- Elisabeth Risdon jako pani Pritchard (matka Johna)